# لاسه یارتسن
لاسه یارتسن (انگلیسی: Lasse Gjertsen؛ زادهٔ ۱۹ ژوئیهٔ ۱۹۸۴) پویانما، کارگردان فیلم، یوتیوبر، موسیقی‌دان، و تهیه‌کننده فیلم اهل نروژ است.